# Axel Wilhelm Wigardt
Axel Wilhelm Wigardt (i riksdagen kallad Wigarth i Byarum), född 23 april 1819 i Byarums församling, Jönköpings län, död där 27 december 1893, var en svensk riksdagsman.
Wigardt var organist i Byarums församling. I riksdagen var han ledamot av andra kammaren för Östbo härads valkrets 1867–1869, 1873–1875 samt 1879–1881.